# 나의 삼촌
《나의 삼촌》(Mon Oncle) 은 1958년에 개봉한 프랑스의 코미디 영화이다. 자크 타티가 3번째로 만든 장편 영화이며 타티는 이 영화로 아카데미 외국어영화상을 수상하였다.

## 출연

### 주연
- 장 피에르 졸라
- 자크 타티

### 조연
- 베티 슈나이더

## 기타
- 의상: 자크 코틴

## 같이 보기
- 제31회 아카데미상 외국어영화상 출품작 목록